# اما لو دیمر
اما لو دیمر (انگلیسی: Emma Lou Diemer؛ زادهٔ ۲۴ نوامبر ۱۹۲۷) نوازنده پیانو، آهنگساز، و استاد دانشگاه اهل ایالات متحده آمریکا است.
وی همچنین برندهٔ جوایزی همچون برنامه فولبرایت شده‌است.